# 강민호 (1942년)
강민호(1942년 3월 1일 ~ 1994년 8월 23일)는 대한민국의 배우이다.

## 학력
- 성동고등학교
- 한양대학교 연극영화과

## 생애
1942년, 충남 논산에서 태어났고, 고등학교 때 서울로 전학을 와서 성동고등학교에 진학을 했다. 한양대학교 연극영화과에 재학중이던 1964년 박종호 감독의 영화 학사주점에 출연, 영화배우로 데뷔하였고, 5년만인 1969년 KBS특채탤런트로 입사, 주로 KBS 드라마에만 출연했다. 1994년 8월 16일에 지인을 만나러 갔다가 갑자기 쓰러져 인천 길병원으로 이동되어 수술을 받았다. 인천 길병원에 수술을 받은 후에 의식을 회복하지 못했고 23일 오후 13시 15분에 뇌출혈로 사망했다.

## 드라마
- 1982년 KBS1 특집드라마 《13세 소년》
- 1982년 KBS1 특집드라마 《우둥불》- 이장규 역
- 1983년 KBS1 특집드라마 《빛과 사슬》
- 1983년 KBS1 특집드라마 《하늘은 알고 있다》
- 1983년 KBS2 반공드라마 《전우》- 강 상사 역
- 1985년 KBS1 특집드라마 《방랑자》
- 1985년 KBS1 특집드라마 《오성장군 김홍일》- 이범석 역
- 1985년 ~ 1986년 KBS2 월화드라마 《형사》
- 1986년 KBS1 특집드라마 《멀고먼 사람들》- 김중웅 역
- 1986년 KBS1 특집드라마 《열반제》
- 1986년 KBS2 수사드라마 《형사 25시》
- 1987년 KBS2 일일드라마 《사모곡》- 김생원 역
- 1988년 KBS1 특집드라마 《한씨 연대기》
- 1990년 KBS1 특집드라마 《바람소리》
- 1990년 KBS2 월화드라마 《파천무》
- 1990년 KBS1 대하드라마 《여명의 그날》
- 1991년 KBS1 대하드라마 《왕도》- 김귀주 역
- 1992년 KBS1 대하드라마 《삼국기》- 알천 역
- 1993년 KBS1 대하드라마 《먼동》- 장두봉 역[2]

## 영화
- 1964년 맨발의 청춘
- 1964년 몸부림 치는 젊은이들
- 1966년 청춘 대학
- 1967년 싸리골의 신화
- 1968년 슬픔은 파도를 넘어
- 1969년 남의 속도 모르고
- 1969년 한 발은 지옥에
- 1971년 말썽난 총각
- 1975년 청춘극장
- 1975년 불꽃
- 1976년 서북청년